# バードマン (ラッパー)
バードマン（英：Birdman、1969年2月15日 - ）とは、アメリカ合衆国・ルイジアナ州ニューオーリンズ出身のラッパーである。本名はブライアン・ウィリアムズで、1989年から音楽活動を行っている。大手ヒップホップレーベル「キャッシュ・マネー・レコード」の創設者として知られており、現在までに数多くのヒットアルバムを世に送り出してきた。いわゆるダーティ・サウスラップの立役者と言われており、彼の活躍とキャッシュ・マネーの存在により、サウスシーンの人気が拡大していった。なお2002年のソロデビューアルバム『Birdman』以前は"Baby"名義で活動していた。

## ディスコグラフィー

### アルバム
- I Need a Bag of Dope B-32名義（1993年）
- Birdman（2002年）
- Fast Money（2005年）
- 5 * Stunna（2007年）
- Priceless（2009年）

### コラボアルバム
- Like Father, Like Son （リル・ウェインとの共作）（2006年）
- Rich GangRich Gang名義（2013年）
- Like Father, Like Son 2 （リル・ウェインとの共作） (予定)